# Horacio de la Peña
Horacio de la Peña (* 1. August 1966 in Buenos Aires) ist ein ehemaliger argentinischer Tennisspieler und Tennistrainer.

## Leben
De la Peña war jeweils südamerikanischer Jugendchampion in vier Alterskategorien. 1983 wurde er Tennisprofi und konnte zwei Jahre später in Marbella seinen ersten Einzeltitel auf der ATP World Tour erringen. 1987 erreichte er an der Seite von Jay Berger sein erstes Doppelfinale auf der ATP World Tour, dort unterlagen sie jedoch Tomás Carbonell und Sergio Casal. Seinen ersten Doppeltitel gewann er im darauf folgenden Jahr mit Sergi Bruguera in Florenz. Insgesamt konnte er im Lauf seiner Karriere vier Einzel- sowie sechs Doppeltitel erringen. Seine höchste Notierung in der Tennis-Weltrangliste erreichte er 1987 mit Position 31 im Einzel sowie 1991 mit Position 53 im Doppel.
Sein bestes Einzelergebnis bei einem Grand-Slam-Turnier war das Erreichen des Achtelfinales bei den French Open. In der Doppelkonkurrenz kam er nie über die zweite Runde hinaus, für das Doppel von Wimbledon konnte er sich nie qualifizieren.
De la Peña spielte zwischen 1986 und 1993 zehn Einzel- sowie zwei Doppelpartien für die argentinische Davis-Cup-Mannschaft, seine Einzelbilanz lag bei fünf Siegen bei drei Niederlagen, beide Doppelpartien konnte er gewinnen.
Nach seinem Rücktritt vom Profisport ist er als Tennistrainer tätig, zu seinen Schützlingen gehörten unter anderem Fernando González und Guillermo Coria.

## Erfolge
| Legende                       |
| Grand Slam                    |
| Tennis Masters Cup            |
| ATP Masters Series            |
| ATP International Series Gold |
| ATP International Series (10) |
| ATP Challenger Tour (8)       |

### Einzel

#### Turniersiege

##### ATP Tour
| Nr. | Datum          | Turnier   | Belag | Finalgegner      | Ergebnis            |
| --- | -------------- | --------- | ----- | ---------------- | ------------------- |
| 1.  | 22. April 1985 | Marbella  | Sand  | Lawson Duncan    | 6:0, 6:3            |
| 2.  | 22. Mai 1989   | Florenz   | Sand  | Goran Ivanišević | 6:4, 6:3            |
| 3.  | 30. Juli 1990  | Kitzbühel | Sand  | Karel Nováček    | 6:4, 7:64, 2:6, 6:2 |
| 4.  | 12. April 1993 | Charlotte | Sand  | Jaime Yzaga      | 3:6, 6:3, 6:4       |

##### Challenger Tour
| Nr. | Datum              | Turnier      | Belag     | Finalgegner     | Ergebnis      |
| --- | ------------------ | ------------ | --------- | --------------- | ------------- |
| 1.  | 18. September 1983 | Thessaloniki | Sand      | Rory Chappell   | 5:7, 7:6, 7:5 |
| 2.  | 2. Dezember 1984   | Bahia        | Hartplatz | Marcos Hocevar  | 6:4, 5:7, 7:5 |
| 3.  | 27. September 1982 | Bukarest     | Sand      | Marcos Ondruska | 6:3, 6:0      |

#### Finalteilnahmen
| Nr. | Datum            | Turnier   | Belag     | Finalgegner   | Ergebnis      |
| --- | ---------------- | --------- | --------- | ------------- | ------------- |
| 1.  | 13. April 1986   | Bari      | Sand      | Kent Carlsson | 5:7, 7:6, 5:7 |
| 2.  | 6. November 1988 | São Paulo | Hartplatz | Jay Berger    | 4:6, 4:6      |

### Doppel

#### Turniersieger

##### ATP Tour
| Nr. | Datum              | Turnier    | Belag     | Partner        | Finalgegner                  | Ergebnis      |
| --- | ------------------ | ---------- | --------- | -------------- | ---------------------------- | ------------- |
| 1.  | 31. Oktober 1988   | São Paulo  | Hartplatz | Jay Berger     | Ricardo Acuña Javier Sánchez | 5:7, 6:4, 6:3 |
| 2.  | 17. Juni 1990      | Florenz    | Sand      | Sergi Bruguera | Luiz Mattar Diego Pérez      | 3:6, 6:3, 6:4 |
| 3.  | 14. April 1991     | Barcelona  | Sand      | Diego Nargiso  | Boris Becker Eric Jelen      | 3:6, 7:6, 6:4 |
| 4.  | 20. September 1992 | Köln       | Sand      | Gustavo Luza   | Ronnie Båthman Libor Pimek   | 6:7, 6:0, 6:2 |
| 5.  | 16. März 1992      | Casablanca | Sand      | Jorge Lozano   | Ģirts Dzelde T. J. Middleton | 2:6, 6:4, 7:6 |
| 6.  | 4. Oktober 1993    | Athen      | Sand      | Jorge Lozano   | Royce Deppe John Sullivan    | 3:6, 6:1, 6:2 |

##### Challenger Tour
| Nr. | Datum              | Turnier      | Belag     | Partner                | Finalgegner                          | Ergebnis |
| --- | ------------------ | ------------ | --------- | ---------------------- | ------------------------------------ | -------- |
| 1.  | 20. August 1989    | Brasília     | Hartplatz | David Macpherson       | Luis Ruette João Soares              | 6:3, 7:5 |
| 2.  | 19. August 1990    | Salzburg     | Sand      | Horst Skoff            | Johan Donar Ola Jonsson              | 7:5, 6:4 |
| 3.  | 27. September 1992 | Bukarest     | Sand      | Marcos Ondruska        | Jean-Philippe Fleurian Markus Naewie | 6:4, 6:2 |
| 4.  | 12. September 1993 | Venedig      | Sand      | Juan Gisbert Schultze  | Oliver Fernández Gilbert Schaller    | 6:1, 6:3 |
| 5.  | 3. Juli 1994       | Braunschweig | Sand      | Emilio Sánchez Vicario | Gábor Köves László Markovits         | 6:4, 7:6 |

#### Finalteilnahmen
| Nr. | Datum              | Turnier      | Belag | Partner       | Finalgegner                   | Ergebnis      |
| --- | ------------------ | ------------ | ----- | ------------- | ----------------------------- | ------------- |
| 1.  | 22. November 1987  | Buenos Aires | Sand  | Jay Berger    | Sergio Casal Tomás Carbonell  | kampflos      |
| 2.  | 30. September 1990 | Palermo (1)  | Sand  | Carlos Costa  | Sergio Casal Emilio Sánchez   | 3:6, 4:6      |
| 3.  | 26. Juli 1992      | Kitzbühel    | Sand  | Vojtěch Flégl | Sergio Casal Emilio Sánchez   | 1:6, 2:6      |
| 4.  | 30. September 1990 | Palermo (2)  | Sand  | Vojtěch Flégl | Johan Donar Ola Jonsson       | 7:5, 3:6, 4:6 |
| 5.  | 28. Februar 1993   | Mexiko-Stadt | Sand  | Jorge Lozano  | Leonardo Lavalle Jaime Oncins | 6:7, 4:6      |